# Palazzo Mocenigo Gambara
Palazzo Mocenigo Gambara è un palazzo di Venezia, situato nel sestiere di Dorsoduro e affacciato sul Canal Grande, tra i Palazzi Contarini degli Scrigni e Corfù e Palazzo Querini alla Carità, poco distante dalle Gallerie dell'Accademia e di fronte a Palazzo Giustinian Lolin.

## Storia
Questo edificio fu edificato durante la seconda metà del XVII secolo per essere la dimora dei Mocenigo. In questo secolo la famiglia commissionò al Pordenone l'affrescatura delle pareti del cortile interno (opera oggi perduta), mentre negli ultimi anni del XVIII secolo, quando per il matrimonio tra Francesco Mocenigo ed Eleonora Gambara avvenuto nel 1678 il palazzo passò ai Gambara, furono chiamati ad affrescare gli interni Giambattista Canal e Jacopo Guarana. Oggi Palazzo Gambara, di proprietà dell'Associazione degli Industriali di Venezia, è sede congressuale.

## Architettura
Palazzo Gambara si presenta come un edificio di impostazione neoclassica di tre piani, con mezzanino tra piano terra e piano nobile. La facciata è asimmetrica, col portale rettangolare spostato nella metà destra, quasi completamente privo di interesse architettonico. In corrispondenza di esso l'apertura principale del piano nobile: una serliana sovrastata da timpano triangolare e contraddistinta da un balcone aggettante. Sui lati della serliana si sviluppano cinque monofore sovrastate da frontincini ad arco scemo. Anche queste sono disposte in modo asimmetrico, quattro a sinistra dell'apertura principale e una sola sulla sua destra.
All'interno, nel grande salone del piano nobile sono conservate le opere più preziose del palazzo, gli affreschi allegorici di Giambattista Canal, realizzati a partire dal 1769.